# Meridià 121 a l'oest
El meridià 121 a l'oest de Greenwich és una línia de longitud que s'estén des del pol Nord travessant l'oceà Àrtic, Amèrica del Nord, el Golf de Mèxic, l'oceà Pacífic, l'oceà Antàrtic, i l'Antàrtida fins al pol Sud.
El meridià 121 a l'oest forma un cercle màxim amb el meridià 59 a l'est. Com tots els altres meridians, la seva longitud correspon a una semicircumferència terrestre, uns 20.003,932 km. Al nivell de l'Equador, és a una distància del meridià de Greenwich de 13.470 km.

## De Pol a Pol
Començant en el pol Nord i dirigint-se cap al pol Sud, aquest meridià travessa:
| Coordenades                               | País, territori o mar | Notes |
| ----------------------------------------- | --------------------- | --- |
| 90° 0′ N, 121° 0′ O / 90.000°N,121.000°O  | Oceà Àrtic            | |
| 76° 45′ N, 121° 0′ O / 76.750°N,121.000°O | Canadà                | Territoris del Nord-oest — Illa del Príncep Patrick |
| 75° 44′ N, 121° 0′ O / 75.733°N,121.000°O | Estret de McClure     | |
| 74° 28′ N, 121° 0′ O / 74.467°N,121.000°O | Canadà                | Territoris del Nord-oest — Illa de Banks |
| 71° 26′ N, 121° 0′ O / 71.433°N,121.000°O | Golf d'Amundsen       | |
| 69° 40′ N, 121° 0′ O / 69.667°N,121.000°O | Canadà                | Territoris del Nord-oest — travessa el Gran Llac dels Ossos Colúmbia Britànica des de 60° 0′ N, 121° 0′ O / 60.000°N,121.000°O                                                                   |
| 49° 0′ N, 121° 0′ O / 49.000°N,121.000°O  | Estats Units          | Washington Oregon — des de 45° 39′ N, 121° 0′ O / 45.650°N,121.000°O Califòrnia — des de 42° 0′ N, 121° 0′ O / 42.000°N,121.000°O travessa Modesto (a 37° 38′ N, 121° 0′ O / 37.633°N,121.000°O) |
| 35° 28′ N, 121° 0′ O / 35.467°N,121.000°O | Oceà Pacífic          | |
| 60° 0′ S, 121° 0′ O / 60.000°S,121.000°O  | Oceà Antàrtic         | |
| 73° 41′ S, 121° 0′ O / 73.683°S,121.000°O | Antàrtida             | Territori no reclamat |